# Архимандрит Серафим (Мишић)
Серафим Мишић (Призрен, 16. децембар 1977) српски је архимандрит  и игуман Манастира Сукова.

## Биографија
Архимандрит Серафим (Мишић) рођен је 16. децембра 1977. године у Призрену, од честитих родитеља.
Године 1978. сели се са породицом у Краљево, а после основне школе се враћа у Призрен, гдје је по благослову епископа нишкога Иринеја, уписао Богословију у Призрену, коју напушта као ученик трећег разреда и са 17. година 1980. године и одлази у Манастир Светог Пантелејмона у Лепчинцу, код Врања, где стасава под руководством игумана архимандрита Пајсија Танасијевића.
Замонашен је 13. марта 1997. године у Манастиру Светог Пантелејмона у Лепчинцу, од стране епископа врањаког Пахомија Гачића, добивши име Серафим. Рукоположен је за јерођакона и јеромонаха 3. априла 1997. исто у Манастиру Светог Пантелејмона у Лепчинцу.
Године 1998. прелази у Манастир Прохор Пчињски код Бујановца, где је после смрти игумана Пајсија 20. јула 2003. године постао игуман где остаје као старешина до 2006. године.
Од 2006. године са целим братством Манастира Прохора Пчињскога, прешао је у Манастир Суково код Пирота, где 18. јануара 2006. године постаје игуман.